# Клетва
Проклињање или клетва је било каква изражена жеља да неки облик недаће или несреће задеси или се прида неком другом ентитету: једној или више особа, месту или предмету.
Клетва или анатема је свака изражена жеља да неки облик недаће или несреће погодити или буде повезан са једном или више особа, местом или предметом. Конкретно, „проклетство” се може односити на такву жељу или изрицање да буде учињено наднаравном или духовном силом, попут бога или богова, духа или природне силе, или на неки други начин као бајање магијом или вештичарством. У многим системима веровања сматра се да сама клетва (или пратећи ритуал) има неку узрочну силу. Чин поништења или елиминисања клетве понекад се назива „уклањање” или „ломљење”, јер се бајање мора одагнати и често захтева сложене ритуале или молитве.

## Типови
Проучавање облика клетве чини значајан део проучавања и народне религије и фолклора. Намерни покушај наметања клетви често је део магијске праксе. У хиндуистичкој култури верује се да мудрац или Риши има моћ да благосиља (Аширвада или Вара) и проклиње (Шапа). Примери укључују клетву коју је Риши Бригу ставио на краља Нахушу и ону коју је ставио Риши Девала.

## У Библији
Према чланку Католичке енциклопедије Проклињање, Библија приказује Бога како проклиње змију, земљу и Каина (Genesis 3:14, 3:17, 4:11) Слично, Ноје проклиње Канана (Genesis 9:25), а Исус Навин проклиње човека који треба да изгради град Јерихон (Joshua 6:26–27). У разним књигама Хебрејске Библије постоје дугачке листе клетви против преступника закона (Leviticus 26:14–25, Deuteronomy 27:15, etc.). Десет египатских пошасти, које претходе 10 заповести, могу се посматрати као клетве бачене са Аронових и Мојсијевих штапова које делују по упутствима Бога Израеловог, како би се зачаранима омогућило да се ослободе јарма насилног кметства, ропства. и слично.
У Новом завету, Христос проклиње неплодну смокву (Mark 11:14), изриче своју објаву јада неверним градовима (Matthew 11:21), богатима, световњацима, писарима и фарисејима, и предвиђа ужасно проклетство које ће доћи на проклете (Matthew 25:41). Реч проклетство се такође примењује на жртву искупљења за грех (Galatians 3:13), на грехе временске и вечне (Genesis 2:17; Matthew 25:41)."